# Macropygia
Macropygia es un género de aves columbiformes perteneciente a la familia Columbidae. El género es uno de los tres géneros conocidos como tórtolas cuco. Tienen largas colas, de longitud entre 27-45 cm, plumajes pardos. El género se extiende desde India y China, a través de Indonesia y Filipinas a Vanuatu y Australia.

## Especies
El género contiene las siguientes 15 especies según la clasificación del Congreso Ornitológico Internacional (versión 8.2, 2018):
- Macropygia unchall - tórtola cuco unchal;
- Macropygia amboinensis - tórtola cuco pechirrosa;
- Macropygia doreya - tórtola cuco sultán;
- Macropygia phasianella - tórtola cuco parda;
- Macropygia tenuirostris - tórtola cuco filipina;
- Macropygia emiliana - tórtola cuco indonesia;
- Macropygia cinnamomea - tórtola cuco de Enggano;
- Macropygia modiglianii - tórtola cuco de Barusan;
- Macropygia magna - tórtola cuco grande;
- Macropygia timorlaoensis - tórtola cuco de Tanimbar;
- Macropygia macassariensis - tórtola cuco de Flores;
- Macropygia rufipennis - tórtola cuco de Andamán;
- Macropygia nigrirostris - tórtola cuco piquinegra;
- Macropygia mackinlayi - tórtola cuco de Mackinlay;
- Macropygia ruficeps - tórtola cuco chica.

Especies extintas:
- †Macropygia arevarevauupa - tórtola cuco de Huahine, endémica de Huahine en las islas de la Sociedad de la Polinesia Francesa;
- †Macropygia heana - tórtola cuco de las Marquesas.

## Etimología
El término macropygia deriva del griego μακρός ‘largo’ y πυγή ‘culo, cola’.